# Турчасовская волость
Турчасовская волость — административно-территориальная единица в составе Онежского уезда Архангельской губернии, существовавшая с 1924 по 1929 года. Центром волости было село Турчасово.

## История
Декретом ВЦИК от 9 июня 1924 в Онежском уезде образовано шесть укрупненных волостей: Кяндская, Онежская, Плесецкая, Поморская, Турчасовая и Чекуевская. Турчасовская волость объединила волости Посадную, Прилукскую и Ярнемскую. В 1929 году волость упразднена, территория вошла в состав в состав новообразованного Чекуевского района Северного края.

## Состав волости
Турчасовская волость включала в свой состав пять сельских обществ: Городецкое, Прилукское, Турчасовское, Фехталимское и Ярнемское.